# Shiguan He
Shiguan He är ett vattendrag i Kina. Det ligger i den östra delen av landet, 800 km söder om huvudstaden Peking.